# کریکلید
longitudeکریکلیدlatitudeکریکلید

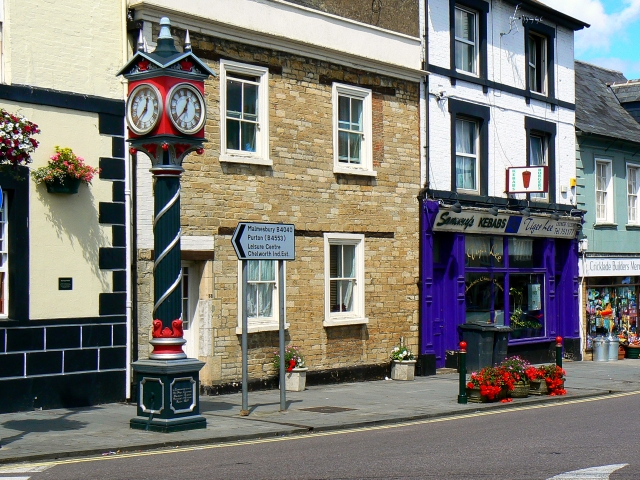
ساعت یادبود ملکه ویکتوریا.

کریکلید (به انگلیسی: Cricklade) شهری در نزدیکی رود تیمز در شمال ویلتشایر انگلستان است که مابین سویندِن و سایرِنسِستِر واقع شده‌است. جمعیت آن بر پایهٔ سرشماری سال ۲۰۰۱ برابر ۴٬۱۳۲ نفر است.